# つちや
座標: 北緯35度21分29秒 東経136度36分53.9秒 / 北緯35.35806度 東経136.614972度
つちやは、岐阜県大垣市に本店のある和菓子店。法人としての名称は株式会社槌谷（つちや）。

## 概要
大垣の銘菓「柿羊羹」で知られる。「柿羊羹」は「みそ入大垣せんべい」（田中屋せんべい総本家）や「金蝶饅頭」（金蝶堂総本店）とともに大垣の「三銘菓」とも呼ばれた。
創業家の槌谷家は昔から新しいものを好み時代に合った革新的な菓子を考案しており、果物を羊羹にした「柿羊羹」はその代表的な例である。

## 歴史
1755年（宝暦5年）、に初代・槌谷園助が創業。「柏屋」（柏光章）の屋号で和菓子の販売を始めたが、京都の柏屋で修業したためではないかとされる。槌谷家の家紋には柏の葉が3枚描かれている。創業から一般売りではなく、大垣藩の御用達として生菓子を届けていた。
1838年（天保9年）、4代目・槌谷右助が岐阜特産の堂上蜂屋柿を使用して柿羊羹を開発。当時の堂上蜂屋柿は高級品であり、柿1個が米1升と等価で納税できたほどだったため、明治時代に廃藩置県が行われるまでは大垣藩主・戸田家に納めるために完全受注制で和菓子を生産していた。
廃藩置県によって戸田家が去ると大垣では紡績業が発展し、つちやでは全国から集まった工員が帰省する際の手土産として洋菓子「おゝ垣」などを販売するようになった。1896年（明治29年）、5代目・祐斎が親友の竹研究家・坪井伊助のアドバイスを受けて竹筒の容器を開発し、現在の形の原型に至った。柿羊羹は1902年（明治35年）の第2回全国菓子品評会で柿羊羹一等賞を受賞した。
1939年（昭和14年）には法人化を行った。太平洋戦争中の1944年（昭和19年）から1945年（昭和20年）までは一時休業を余儀なくされる。戦後は富有柿が柿の主流となって堂上蜂屋柿の生産農家が激減したため、7代目は無償で苗を配るなどして維持に取り組んだ。
9代目・槌谷祐哉は23歳から六花亭で修業していたが、病弱だった8代目・祐樹に代わって29歳で代表取締役に就く。就任後は規定概念にとらわれない菓子作りを続け、2015年（平成27年）の本和菓衆のイベントに向けて製作した『みずのいろ』は「美しすぎる和菓子」としてSNSを中心に話題となり雑誌にも取り上げられ、2017年（平成29年）の日本経済新聞電子版の「食べるアートだ ネオ和菓子10選」の3位に選ばれた。祐哉はその後も様々な挑戦を続けたが次第に菓子作りが困難となり、2020年（令和2年）に自由な菓子作りの場を求めて独立し、「柏屋つちや」を創業した。

## 主な商品
- 柿羊羹
- おゝ垣
- みずのいろ

## 店舗
- 俵町本店（岐阜県大垣市）
- 大垣駅前店（岐阜県大垣市）
- 赤坂店（岐阜県大垣市）
- 三城店（岐阜県大垣市）
- 工場直売店（岐阜県不破郡垂井町）
- アピタ北方店（岐阜県本巣郡北方町）
- アスティ一宮店（尾張一宮駅構内アスティ一宮）